# Skoura M'Daz
Skoura M Daz (franska: Skoura M Daz (CR), Skoura M Daz (Commune Rurale), arabiska: مركز زاوية بوكرين) är en kommun i Marocko.   Den ligger i provinsen Boulemane och regionen Fès-Meknès, i den nordöstra delen av landet, 220 km öster om huvudstaden Rabat. Antalet invånare är 8 713.